# Aqil ibn Abi-Tàlib
Aqil ibn Abi-Tàlib (àrab: عقيل بن أبي ططالب, ʿAqīl ibn Abī Ṭālib) (mort en 670) fou el germà gran del califa Alí ibn Abi-Tàlib, que era 20 anys més jove, i fou un dels companys del profeta Muhàmmad.
Va lluitar contra els musulmans a Badr, on fou fet presoner (623). Rescatat per al-Abbàs ibn Abd-al-Múttalib es va convertir a l'islam en una data que no ha pogut ser establerta. En el conflicte civil entre Alí i Muàwiya ibn Abi-Sufyan, va donar suport a aquest darrer en revenja perquè el seu germà no havia volgut utilitzar els fons del tresor públic per tal de pagar un deute seu personal, tot i que se sospita que en el fons hi havia diferències polítiques.
Va morir el 670 i fou enterrat a Medina. Els seus fills es van unir a l'imam al-Hussayn ibn Alí quan aquest es va revoltar contra el califa Yazid I; entre sis i nou dels seus fills van morir en la batalla de Karbalà.